# Kormos varjú

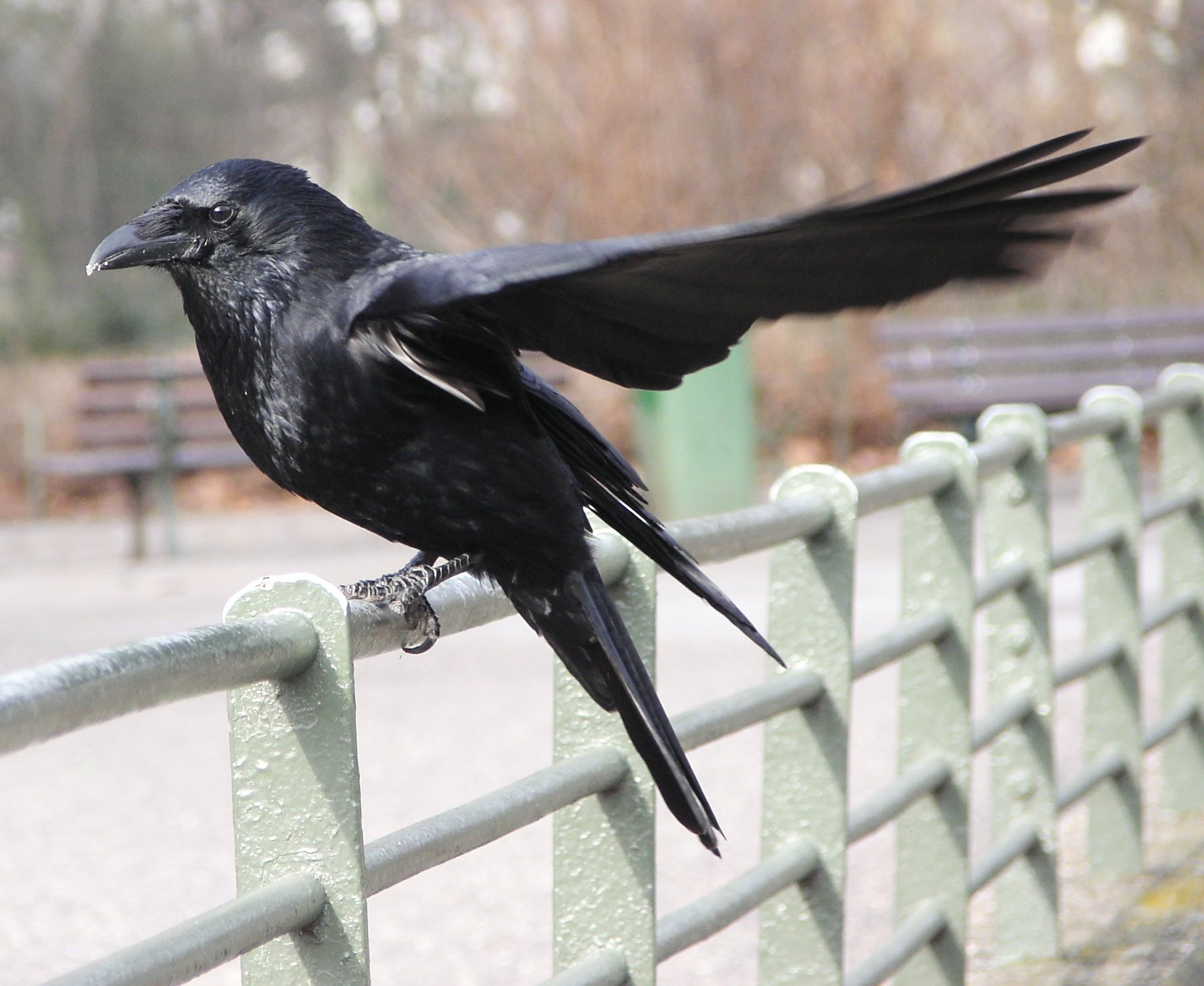

A kormos varjú (Corvus corone) a madarak (Aves) osztályának a verébalakúak (Passeriformes) rendjébe és a varjúfélék (Corvidae) családjába tartozó faj.

## Előfordulása
Két külön részre szakadt populációja van, az egyik Európa nyugati és középső részén, a másik Ázsia szibériai részén. Mezőgazdasági területeken, erdőszélen, fasorokban és ligetekben fordul elő.

## Alfajai
- Corvus corone corone
- Corvus corone orientalis

A dolmányos varjút (Corvus cornix) korábban a kormos varjú alfajának tekintették Corvus corone cornix néven, 2002-ben azonban önálló fajjá nyilvánították. A kormos varjú a dolmányos varjú vikariáló faja.

## Megjelenése
Hossza 45-47 centiméter, szárnyfesztávolsága 93-104 centiméter, testtömege 370-650 gramm közötti. A hím egy kicsivel nagyobb a tojónál. Egyszínű, fénylő fekete, ellentétben a dolmányos varjúval, melynek a háta és testalja hamvasszürke, feje, szárnya és farka fekete.

## Életmódja
Főleg rovarokat, kisebb emlősöket, madarakat és dögöket eszik, de nem veti meg a növényi eledelt sem. Állandó, de kóborló.

## Szaporodása

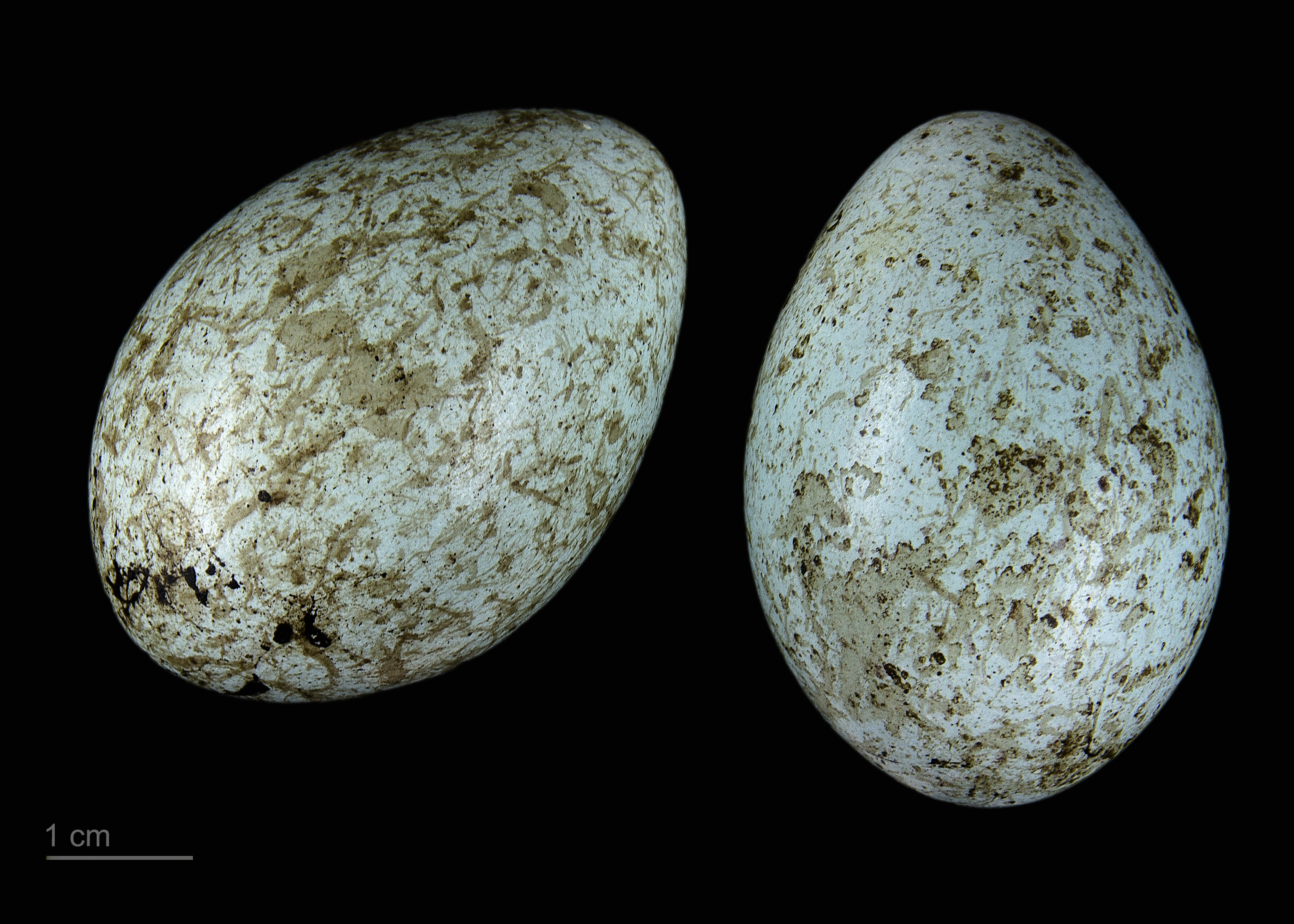
Corvus corone corone

Mezőgazdasági területekkel határos erdőkben, facsoportokban, mocsaras területek fáin fészkel. A fészek külső vázát ágakból készíti, és anyaggal béleli ki. Fészekalja 4-5 tojásból áll, melyen 18-20 napig kotlik. A fiókák 4-5 hetes korukig tartózkodnak a fészekben, de a szülők még utána is etetik őket.

## Kárpát-medencei elterjedése
Magyarországon alkalmilag, az Alpokalja egyes részein fészkel. A dolmányos varjúval rendszeresen kereszteződik, és az itt lévő egyedek egy része a kettő hibridje.

## Védettsége
Magyarországon  védett. Eszmei értéke: 25 000 Ft.